# СС-533
| СС-533                                                                                     | СС-533 | СС-533 |
| ------------------------------------------------------------------------------------------ | --- | --- |
| СС-533                                                                                     | | |
|                                                                                            | | |
|                                                                                            | | |
| Верф                                                                                       | завод № 196, Ленінград | завод № 196, Ленінград |
| Під прапором                                                                               | СРСР | СРСР |
| Належність                                                                                 | Військово-морський флот СРСР | Військово-морський флот СРСР |
| Порт приписки                                                                              | Севастополь | Севастополь |
| Закладений                                                                                 | 22 жовтня 1985 | 22 жовтня 1985 |
| Спуск на воду                                                                              | 5 жовтня 1986 | 5 жовтня 1986 |
| Введений до складу флоту                                                                   | 19 грудня 1987 | 19 грудня 1987 |
| Виведений зі складу флоту                                                                  | 2002 | 2002 |
| На службі                                                                                  | 1987–2002 | 1987–2002 |
| Сучасний статус                                                                            | списаний | списаний |
| Бойовий досвід                                                                             | Холодна війна | Холодна війна |
| Проєкт                                                                                     | | |
| Тип ПЧ                                                                                     | дизель-електричний дослідно-експериментальний підводний човен | дизель-електричний дослідно-експериментальний підводний човен |
| Розробник проєкту                                                                          | СПМБМ «Малахит» | СПМБМ «Малахит» |
| Головний конструктор                                                                       | Москальов Г. П. | Москальов Г. П. |
| Класифікація НАТО                                                                          | Beluga | Beluga |
| Основні характеристики                                                                     | | |
| Швидкість (надводна)                                                                       | 15 вузлів (28 км/год) | 15 вузлів (28 км/год) |
| Швидкість (підводна)                                                                       | 26,6 вузлів (49,2 км/год) | 26,6 вузлів (49,2 км/год) |
| Робоча глибина занурення                                                                   | 240 м | 240 м |
| Гранична глибина занурення                                                                 | 300 м | 300 м |
| Дальність плавання                                                                         | 1 100 миль (2 037 км) на швидкості 10 вузлів у надводному положенні 185 миль (342 км) на швидкості 4 вузли (7,4 км/год) або 15 миль (27,8 км) на швидкості 24,5 вузли (45,4 км/год) у підводному положенні | 1 100 миль (2 037 км) на швидкості 10 вузлів у надводному положенні 185 миль (342 км) на швидкості 4 вузли (7,4 км/год) або 15 миль (27,8 км) на швидкості 24,5 вузли (45,4 км/год) у підводному положенні |
| Екіпаж                                                                                     | 29 осіб | 29 осіб |
| Розміри                                                                                    | | |
| Довжина найбільша (по КВЛ)                                                                 | 64 м | 64 м |
| Ширина корпусу найб.                                                                       | 9 м | 9 м |
| Середня осадка (по КВЛ)                                                                    | 5,8 м | 5,8 м |
| Водотоннажність надводна                                                                   | 1 407 т | 1 407 т |
| Силова установка                                                                           | | |
| Дизель-електрична: 1 × головний гребний електродвигун; 1 × електродвигун економічного руху | | |
| Гвинти                                                                                     | 1 | 1 |
| Потужність                                                                                 | 1 × 5500 к.с.; 1 × 50 к.с. | 1 × 5500 к.с.; 1 × 50 к.с. |
| Озброєння                                                                                  | | |
| Торпедно- мінне озброєння                                                                  | немає | немає |

СС-533 (рос. СС-533) — радянський дизель-електричний дослідний підводний човен. Човен призначався для проведення в натурних умовах досліджень і випробувань у галузі ходкості, гідроакустики та динаміки в експлуатаційних та аварійних режимах руху перспективних швидкісних підводних човнів, перевірки впливу на прикордонний шар розчинів полімерів. Закладений 22 жовтня 1985 року на заводі № 196 у Ленінграді. 5 жовтня 1986 року спущений на воду. 1987 року переведений внутрішніми шляхами з Ленінграда до Азовського моря й далі до Балаклавської бухти Севастополя. 19 грудня 1987 року включений до складу 153-ї бригади підводних човнів Чорноморського флоту ВМФ СРСР.
Влітку 2002 року СС-533 був розібраний на брухт на Інкерманській базі «Вторчермета» у Севастополі.